# MIC Drop
“MIC Drop”은 대한민국의 보이 그룹 방탄소년단의 다섯 번째 미니 음반 《LOVE YOURSELF 承 'Her'》의 수록곡이다. 음반과 함께 2017년 9월 18일 발매되었으며, 11월 24일에는 스티브 아오키의 리믹스 버전이, 12월 6일에는 일본어 버전이 추가로 발매되었다.

## 차트
| 차트       | 최고순위 |
| ---------- | -------- |
| 캐나다     | 37       |
| 프랑스     | 33       |
| 아일랜드   | 98       |
| 말레이시아 | 6        |
| 뉴질랜드   | 1        |
| 대한민국   | 23       |
| 스웨덴     | 8        |
| 미국       | 25       |
| 미국       | 40       |
| 미국       | 1        |